# Crocomela abadesa
Crocomela abadesa är en fjärilsart som beskrevs av Paul Dognin 1900. Crocomela abadesa ingår i släktet Crocomela och familjen björnspinnare. Inga underarter finns listade i Catalogue of Life.